# Tiết Bảo Thoa
Tiết Bảo Thoa giản thể: 薛宝钗; phồn thể: 薛寶釵; bính âm: Xuē Bǎo Chāi, có nghĩa là cây trâm quý, là một trong ba nhân vật chính trong tiểu thuyết cổ điển Trung Quốc Hồng Lâu Mộng của nhà văn Tào Tuyết Cần, một trong Kim Lăng thập nhị thoa chính sách. Bảo Thoa là mẫu đơn trong các loài hoa, đứng đầu trong hoa thơm cỏ lạ. Bảo Thoa thể thái phong mãn, phẩm cách đoan trang, tài đức kiêm bị, tính cách đại độ, được xem là viên ngọc minh châu của nhà họ Tiết - một trong tứ đại gia tộc ở đất Kim Lăng. Tuy bề ngoài tính cách băng thanh ngọc khiết, cao sang, quý phái, lạnh lùng, băng giá, nhưng có lúc nhiệt tâm cao hứng, Bảo Thoa sắc sảo, thông thái, lãng mạn, tình cảm đã làm bài Vịnh cua để mỉa mai bọn tham quan ô lại. Trên người đeo một chiếc khoá vàng có khắc tám chữ bất ly bất khí, phương linh vĩnh kế (không xa lìa, không rời bỏ, tuổi thơm được lâu bền mãi), hợp với tám chữ khắc trên viên ngọc của Giả Bảo Ngọc mạc thất mạc vong, tiên thọ hằng xương (đừng đánh mất, đừng bỏ quên, tuổi tiên được khoẻ mạnh mãi) thành một câu đối, vì vậy mà có thuyết kim ngọc lương duyên.
Trong Hải đường thi xã, biệt hiệu của Tiết Bảo Thoa là Hành Vu quân, đại biểu hoa là hoa mẫu đơn rực rỡ, đài các, phúc hậu, đầy đặn. Chi Nghiễn Trai trùng bình Thạch Đầu Ký không bình gì về tình của Bảo Thoa, có người bình nhân vật này hai chữ lãnh tình 冷情 hoặc vô tình 无情.

## Ý nghĩa tên gọi
Bảo Thoa là người phụ nữ cao quý, có dáng dấp của bậc mẫu nghi. Tên nàng - Bảo Thoa - là chiếc thoa đài các, tựa hồ rắn chắc, bền vững hơn hẳn thứ đá kẻ lông mày phù du của Đại Ngọc. Chất liệu của chiếc thoa cài tóc vốn phản ánh tầng lớp của người đàn bà trong xã hội: phụ nữ nghèo thì dùng thoa gỗ, thoa cành cây. Phụ nữ giàu có như Bảo Thoa thì cài thoa loan phượng bằng ngọc vàng quý giá. Thoa còn là vật dụng dùng để tạo kiểu tóc bằng cách uốn, kẹp, giữ. Nếu mái tóc mây để xoã biểu trưng cho sự phóng túng, tự nhiên, thì chiếc thoa chính là vật kìm hãm bản năng đó. Bảo Thoa cũng luôn giữ cốt cách đoan trang, tề chỉnh, là người tuân thủ chặt chẽ các quy ước của xã hội truyền thống.
Chữ "thoa" còn xuất hiện trong chương 62 dưới hai câu thơ khác nhau.
Bảo Ngọc nói:
- Chị ấy đố chữ “bảo” tất nhiên ở dưới chữ “bảo” phải là chữ “ngọc”. Tôi đoán chữ “thoa”, vì thơ cũ có câu: “Thoa ngọc gõ xong tàn đuốc lạnh”, đoán như thế chẳng đúng à?
Hương Lăng nói:
- Ngày trước tôi đọc thơ ngũ ngôn của Sầm Gia Châu có một câu: “Nơi này nhiều bảo ngọc”. Thế mà cô quên à? Sau đọc thơ thất ngôn tuyệt cú của Lý Nghĩa Sơn lại có một câu: “Thoa báu ngày nào không bám bụi?”
Hình ảnh "tàn đuốc lạnh" và "thoa bám bụi" đã báo trước số phận cô độc, hẩm hiu về sau của Bảo Thoa.

## Ngoại hình
Tiết Bảo Thoa là một tiểu thư vô cùng xinh đẹp, hoa nhường nguyệt thẹn, được miêu tả ngoại hình như sau:
"Bảo Thoa đương ngồi trên giường thêu kim tuyến, đầu vén, tóc đen nhánh, mặc áo bông màu gụ, cái khoác vai màu tím nhạt viền kim ngân tuyến, quần lụa bông lót màu vàng. Tất cả đồ mặc đều đã rung rúc, giở cũ giở mới, nhìn không có vẻ xa hoa mà lại thêm nhũn nhặn, môi không tô mà đỏ, mày không kẻ vẫn xanh, mặt như mâm bạc, mắt sáng long lanh. Điềm đạm ít lời, có người cho là giả dại; tùy thời đối xử, tự mình chỉ biết phận mình." 

## Nơi ở
Trong Đại Quan Viên, Tiết Bảo Thoa ở tại Hành Vu uyển thoáng đãng. Đỗ nhược và hành vu đều là tên của một loại cỏ thơm, khiến người ta nhớ đến Sở từ Ly Tao của Khuất Nguyên:
"Ở đây, không có một gốc cây, toàn những cỏ lạ hoặc leo lên núi, hoặc bò ra đất hoặc từ trên núi rủ xuống, hoặc luồn qua khe đá chui ra; lại có những dây từ mái nhà bò xuống, leo quanh cột chằng chịt cả bờ hè, như vải xanh phất phơ, như sợi vàng uốn khúc, quả đỏ hoa vàng, hương thơm ngào ngạt, không một thứ hoa nào có thể bì được."

## Chí hướng
Bảo Thoa tuổi tác trẻ trung nhưng lại vô cùng chững chạc, nàng hội tụ luân lý khuê các của một thiên kim tiểu thư cũng như cái đức công dung ngôn hạnh của người phụ nữ.
Nàng am hiểu hội họa, tinh thông điển tích, giỏi việc nữ công, biết văn thơ, nhìn rõ mọi việc nhưng lại rất bình tĩnh, học rộng biết nhiều nhưng luôn tỏ ra khiêm tốn, hiểu rõ nhân tình thế thái, trước sau xem việc giúp chồng dạy con, làm tốt bổn phận của người phụ nữ là điều quan trọng nhất. Bảo Thoa thông minh điềm tĩnh, là mẫu người phụ nữ Á Đông lý tưởng của Nho gia.
“Gió tốt nhờ mượn sức, đưa ta lên trời xanh”, bài thơ trong “Liễu Nhứ Từ” đã cho thấy chí hướng của Bảo Thoa, đó là tu thân tề gia, đạt được công danh thành tựu. Dựa vào tư chất và thực lực của mình, Bảo Thoa vừa có tài năng quán xuyến gia đình, lại có cái đức dung hòa các mối quan hệ, đặc biệt là xử lý các mối quan hệ một cách điêu luyện. Tiến thì là hoàng hậu bậc mẫu nghi thiên hạ, quốc mẫu, thục phi, quý phu nhân; lùi thì là mẹ tốt vợ hiền dâu thảo trong gia đình.

## Đối xử với mọi người
Bảo Thoa ôn nhu đôn hậu, an phận thiết thực, bình thản lý trí. Ở nơi phú quý mà không xa hoa, trang phục giản dị lại trang nhã hài hòa, thật đúng là: “Càng nhạt mới thấy hoa càng đẹp, vô tình cũng đủ động lòng người”.
Về mục đích đọc sách, Bảo Thoa khuyên bảo tha thiết: “Bậc nam nhi đọc sách hiểu rõ lý lẽ, giúp nước giúp dân, thế mới tốt… Còn như chị và tôi, chỉ nên kim chỉ dệt may mới đúng, lại biết được vài chữ. Đã biết chữ, thì chọn mấy kinh thư chính thống xem là được rồi, sợ nhất là xem mấy cuốn sách tạp nham, làm đổi thay tính tình, thì hết phương cứu chữa”.
Nếu như Đại Ngọc thường Thần du Thiên ngoại, thì Bảo Thoa lại để tâm trên mặt đất, dù học rộng tài cao, thông minh tuyệt đỉnh thế nào đi nữa cũng phải làm trọn bổn phận của phụ nữ truyền thống, giữ gìn vẻ đẹp cổ điển của tính tình.
Bảo Thoa thông minh tinh ý, cư xử thấu lý đạt tình. Tâm tư nàng cẩn mật, xét thời đoán thế, rất minh bạch thế nào là thích hợp, khi vừa vặn thì biết điểm dừng, lại hiểu được cần phải hành sự thuận thời thuận thế ra sao.
Bảo Thoa xem xét lời nói, quan sát nét mặt, đoán được tâm lý và nỗi khó xử của người khác. Thuận theo sở thích của người mà trao tặng cái người ta đang cần, chia sẻ mối lo nỗi buồn. Nàng giỏi lý giải tâm ý người khác lại quan tâm chu đáo, nên bất kể là Giả mẫu, Vương phu nhân, các chị em, hay những kẻ thấp kém, thậm chí ngay đến cả dì Triệu luôn làm mọi người ghét cũng phải khen ngợi nàng. Tính thích ứng, tính chừng mực thích đáng viên dung của Bảo Thoa đã hài hòa các mối quan hệ trong các mâu thuẫn phức tạp, rất thỏa đáng mà lại hợp lý hợp tình.
Hiểu rõ thế sự đều cần học hỏi, trong vườn Đại Quan có chuyện gì có thể giấu được con mắt của chị Bảo đây? Tuy việc không liên quan đến mình, hễ hỏi đến chỉ lắc đầu, nhưng trong lòng sáng như gương vậy, thật là thâm thúy. Bảo Thoa giỏi thu mình giấu tài, giả ngốc giả vụng, không lộ tài năng, tránh gây đố kỵ, giấu kín thực lực, chờ khi hợp thời thì sử dụng.
Khi chị Phượng lâm bệnh, Bảo Thoa với thân phận người thân thích đã phụ giúp Lý Hoàn và Thám Xuân lo liệu việc nhà. Bảo Thoa chỉ mới lộ chút tài năng đã cho thấy nàng là tay cứng trong việc quản lý gia đình, tài sản, xem xét hết đại thể, chăm nom hết các phương diện, trên dưới ai ai cũng cảm nhận được.
“Thoa ư liêm nội đãi thời phi” (Trâm ở trong hộp chờ thời bay). Bảo Thoa giỏi đọc hiểu lòng người, chỉ riêng với chuyện một mình khuyên bảo Bảo Ngọc không được, có lẽ nàng nghĩ, hôn nhân cần phải dành nhiều thời gian đầu tư lo liệu, nên hãy cứ từ từ.

Tại hồi 45 Hồng Lâu Mộng, Đại Ngọc than rằng:
"Chị ngày thường đối với mọi người rất tốt, nhưng tôi là người đa nghi, cứ cho chị là ác ngầm. Từ hôm nọ, chị bảo tôi không nên xem sách nhảm, giờ lại khuyên tôi câu này, tôi rất là cảm động. Trước đây tôi nhầm, nhầm mãi đến bây giờ."

Từ lời khuyên Đại Ngọc không nên xem sách nhảm như Tây sương ký, đến việc cho Đại Ngọc yến sào, đến việc giúp Sử Tương Vân mọi việc và giúp đỡ Hình Tụ Yên ở hồi 57, chứng tỏ Bảo Thoa là người tốt.
Điều Bảo Thoa khiến người khác chê là, sự việc đình Trích Thúy dùng kế “Kim thiền thoát xác” khiến nha hoàn nghi là Đại Ngọc nghe trộm chuyện riêng, sau chuyện Kim Xuyến nhảy xuống giếng tự tử, Bảo Thoa đi an ủi Vương phu nhân, ngôn hành của nàng đã để lộ ra nhược điểm Bảo Thoa quá ư cầu toàn, không đủ chính trực, lại có phần lãnh đạm. Người ta thường nói con người vốn chẳng có ai hoàn thiện, bản tính con người ta nguyên vốn phức tạp, làm sao tránh khỏi tì vết?

## Lời phán
Kim Lăng thập nhị thoa chính sách đề vịnh chi nhất
| 正冊題詠之一 可嘆停機德， 堪憐詠絮才。 玉帶林中掛， 金簪雪裏埋。 | Chính sách đề vịnh chi nhất Khả thán đình cơ đức Kham liên vịnh nhứ tài Ngọc đới lâm trung quải Kim trâm tuyết lý mai | Đề cuốn sách chính bài 1 (Người dịch: nhóm Vũ Bội Hoàng) Than ôi có đức dừng thoi, Thương ôi cô gái có tài vịnh bông. Ai treo đai ngọc giữa rừng, Trâm vàng ai đã vùi trong tuyết dày ? |

(Tác giả gộp lời phán về Đại Ngọc và Bảo Thoa vào chung một bài.)

## Khúc ca
Chung thân ngộ
| 終身誤 都道是金玉良姻， 俺只念木石前盟。 空對著，山中高士晶瑩雪， 終不忘，世外仙姝寂寞林。 歎人間，美中不足今方信。 縱然是齊眉舉案，到底意難平。 | Chung thân ngộ Đô đạo thị kim ngọc lương nhân Yêm chỉ niệm mộc thạch tiền minh Không đối trước, sơn trung cao sĩ tinh oánh tuyết Chung bất vong, thế ngoại tiên xu tịch mịch lâm Thán nhân gian, mỹ trung bất túc kim phương tin Túng nhiên thị tề my cử án, đáo để ư nan bình. | Lỡ nhau suốt đời (Người dịch: nhóm Vũ Bội Hoàng) Ai rằng vàng ngọc duyên ưa, Ta quên cây, đá, thề xưa được nào. Trơ trơ người tuyết trên cao, Ngoài đời, đường vắng khuây sao được nàng. Cuộc đời ngán nỗi tang thương, Đẹp không toàn đẹp, lời càng đúng thay. Dù cho án đặt ngang mày, Cuối cùng vẫn thấy lòng này băn khoăn. |

## Kết cục
Khúc ca nơi Thái hư ảo cảnh ám chỉ Bảo Ngọc và Bảo Thoa lấy nhau, nhưng Bảo Ngọc chỉ thương nhớ Đại Ngọc, tuy nhiên Bảo Thoa giống như sơn trung cao sĩ (người cao sĩ trên núi tuyết) đặt án ngang mày, nhưng trong lòng Bảo Ngọc vẫn rất bất bình, không thể nào hoà hợp được với Bảo Thoa, không có cái gọi là tình phu thê theo đúng nghĩa. Tuy nhiên căn cứ vào bài thơ đề ở đầu hồi thứ 8:

"Vạc cổ pha trà phượng tủy hương,
Hiếm thay chén ngọc rót quỳnh tương.
Đừng cho là lượt không phong nhã,
Hãy ngắm kim nương cạnh ngọc lang."

Ta thấy cảm tình giữa Bảo Ngọc và Bảo Thoa nồng hậu hơn nhiều chứ không lãnh đạm như trong khúc ca ở Thái hư ảo cảnh.

## A hoàn
- Oanh Nhi, Văn Hạnh, Nhị Quan.

## Trên màn ảnh
- Trương Lợi thể hiện vai Tiết Bảo Thoa trong phim Hồng Lâu Mộng 1987, đạo diễn Vương Phù Lâm.